# هامبولت (مینه‌سوتا)
هامبولت، مینه‌سوتا (به انگلیسی: Humboldt, Minnesota) یک شهر در ایالات متحده آمریکا است که در شهرستان کیتسان، مینه‌سوتا واقع شده‌است.

## خصوصیات
هامبولت ۰٫۲۸ کیلومترمربع مساحت و ۴۵ نفر جمعیت دارد و ۲۴۲ متر بالاتر از سطح دریا واقع شده‌است.